# Řád (biologie)
Řád (latinsky ordo) je základní taxonomická kategorie – jednotka hierarchické klasifikace organismů, tvořenou čeleděmi (lat. familia). Jeden nebo několik příbuzných řádů vytváří třídu (lat. classis).
Systematická botanika a mykologie tradičně užívají pro taxonomické jednotky na úrovni řádu stejné ustálené koncovky -ales. Jejím českým ekvivalentem je přípona -tvaré. Např. Ericales (vřesovcotvaré), nebo Boletales (hřibotvaré).
V zoologii je situace poněkud odlišná – obvykle se zde používají původní (často vžité) názvy bez zvláštní koncovky, např. řád Carnivora (šelmy).

## Hiearchie

### Zoologie
Pro některé klady, na které se vztahují Mezinárodní pravidla zoologické nomenklatury, se někdy používá několik dalších vnořených taxonomických úrovní, i když ne všechny jsou oficiálně uznávány. Tyto kategorie pro řád shrnuje následující tabulka: 
| Česky        | Anglicky   | Latinský prefix |
| ------------ | ---------- | --------------- |
| velkořád (?) | Magnorder  | magnus          |
| nadřád       | Superorder | super           |
| velkořád (?) | Grandorder | grandis         |
|              | Mirorder   | mirus           |
| řád          | Order      |                 |
| podřád       | Suborder   | sub             |
| infrařád     | Infraorder | infra           |
|              | Parvorder  | parvus          |